# Новомар'ївка (Лозівський район)
Новома́р'ївка — село в Україні, у Близнюківській селищній громаді Лозівського району Харківської області. Населення становить 76 осіб. До 2020 року орган місцевого самоврядування — Софіївська сільська рада.

## Географія
Село Новомар'ївка знаходиться на лівому березі річки Велика Тернівка, є міст. На протилежному березі розташовані села Софіївка Перша, Новоселівка, Рудаєве, нижче по течії за 3 км — колишнє село Виселок. Примикає до села Мар'ївка. Неподалік проходить залізнична гілка Лозова-Близнюки-Барвінкове, до станцій Зуп. Пункт 934 Км і Рудаєве близько 5 км.

## Історія
1775 — дата заснування.
12 червня 2020 року, відповідно до Розпорядження Кабінету Міністрів України № 725-р «Про визначення адміністративних центрів та затвердження територій територіальних громад Харківської області», увійшло до складу Близнюківської селищної громади.
19 липня 2020 року, в результаті адміністративно-територіальної реформи та ліквідації Близнюківського району, увійшло до складу Лозівського району Харківської області.

## Економіка
- В селі є молочно-товарна ферма.